# Segmentation d'image
Pour les articles homonymes, voir Segmentation.

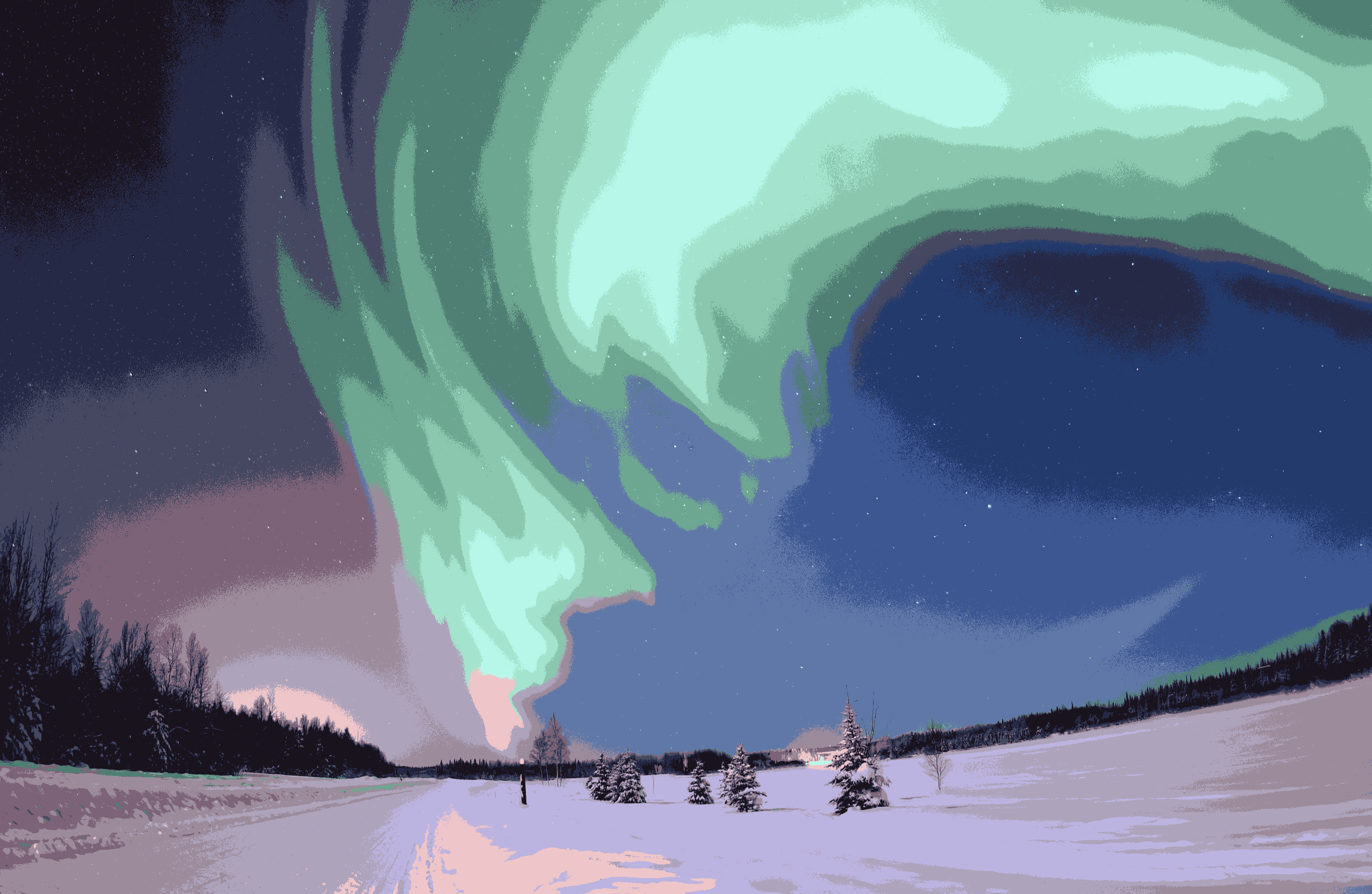
Image d'une aurore boréale réduite à 16 couleurs à l'aide d'un algorithme des k-moyennes. Il s'agit d'un exemple de classification par couleurs.

La segmentation d'image est une opération de traitement d'images consistant à détecter et rassembler les pixels suivant des critères, notamment d'intensité ou spatiaux, l'image apparaissant ainsi formée de régions uniformes. La segmentation peut par exemple montrer les objets en les distinguant du fond avec netteté. Dans les cas où les critères divisent les pixels en deux ensembles, le traitement est une binarisation.
Des algorithmes sont écrits comme substitut aux connaissances de haut niveau que l'homme mobilise dans son identification des objets et structures. Des algorithmes de segmentation de haut niveau (chaque région est un objet sémantique) sont en développement en divers domaines concernés par le traitement d'images. 
La segmentation est une étape primordiale en traitement d'image. Les nombreuses méthodes de segmentation se répartissent en quatre principales classes :
1. La segmentation fondée sur les régions (en anglais : region-based segmentation). On y trouve par exemple : la croissance de région (en anglais : region-growing), décomposition/fusion (en anglais : split and merge).
2. La segmentation fondée sur les contours (en anglais : edge-based segmentation).
3. La segmentation fondée sur la classification ou le seuillage des pixels en fonction de leur intensité (en anglais : classification ou thresholding).
4. La segmentation fondée sur la coopération entre les trois premières segmentations.

## Segmentation par régions
La segmentation par régions consiste à rechercher des zones de mêmes caractéristiques, suivant diverses méthodes de détermination des zones (identification et détermination du périmètre).
Les méthodes appartenant à cette famille manipulent directement des régions, les modifiant itérativement jusqu'à satisfaction des conditions attendues. Soit elles partent d'une première partition de l'image, qui est ensuite modifiée en divisant ou regroupant des régions, et on parle alors de méthodes de décomposition/fusion (ou split and merge en anglais) ; soit elles partent de quelques régions, qui croissent par incorporation jusqu'à ce que toute l'image soit couverte, et on parle alors de méthodes par croissance de régions. Des méthodes fondées sur la modélisation statistique conjointe de la régularité des régions et des niveaux de gris de chaque région existent également.
Les algorithmes de décomposition/fusion exploitent les caractéristiques propres de chaque région (surface, intensité lumineuse, colorimétrie, texture, etc.). On cherche des couples de régions candidates à une fusion et on les note en fonction de l'impact que cette fusion aurait sur l'apparence générale de l'image. On fusionne alors les couples de régions les mieux notés, et on réitère jusqu’à ce que les caractéristiques de l'image remplissent une condition prédéfinie : nombre de régions, luminosité, contraste ou texture générale donnée, ou alors jusqu’à ce que les meilleures notes attribuées aux couples de régions n'atteignent plus un certain seuil (dans ce dernier cas, on parle d'un algorithme avec minimisation de fonctionnelle).
Les algorithmes de croissance de région partent d'un premier ensemble de régions, qui peuvent être calculées automatiquement (par exemple, les minima de l'image), ou fournies par un utilisateur de manière interactive. Les régions grandissent ensuite par incorporation des pixels les plus similaires suivant un critère donné, tel que la différence entre le niveau de gris du pixel considéré et le niveau de gris moyen de la région. Les algorithmes de segmentation par ligne de partage des eaux, développés dans le cadre de la morphologie mathématique, appartiennent à cette catégorie.
Les algorithmes fondés sur une modélisation statistique conjointe des régions et des niveaux de gris, notamment ceux s'appuyant sur les champs de Markov cachés, reposent sur la minimisation d'une fonction de vraisemblance (ou énergie). Cette fonction prend simultanément en compte la vraisemblance de l'appartenance du pixel à une région considérant son niveau de gris, et les régions auxquelles appartiennent les pixels voisins. Cette fonction effectue un compromis entre la fidélité à l’image initiale et la régularité des régions segmentées.

## Segmentation par contours
La segmentation par contours exploite les transitions détectables entre deux régions voisines. 
Les méthodes les plus anciennes utilisent des opérateurs de traitement d'images, tels que le filtre de Canny, pour mettre en évidence les pixels qui semblent appartenir à un contour.
On peut aussi faire intervenir des modèles déformables à l'aide de courbes paramétriques (courbe de Bézier, spline...) ou de polygones (par exemple algorithme à bulle). 
Pour commencer le processus, on recherche des points remarquables de l'image, tels que des points à l'intersection de trois segments au moins. De tels points sont appelés des graines (seeds en anglais).
L'intérêt principal des méthodes de segmentation selon l'approche frontières est de minimiser le nombre d'opérations nécessaires en cas d'itération du processus sur des séries d'images peu différentes les unes des autres (cas des images vidéo notamment). En effet, une fois que les contours des régions ont été trouvés dans la première image, l'application du modèle déformable à l'image suivante est plus efficace que de tout recalculer, si la différence entre les images est peu importante.

## Segmentation par classification ou seuillage
On part ici d'un rapport qu'entretient chaque pixel individuellement avec des informations calculées sur toute l'image, comme la moyenne des niveaux de gris de l'ensemble des pixels, ou la médiane, permettant de construire n classes d'intensité. Lorsque les classes sont déterminées par le choix d'un seuil, on parle de seuillage. Les pixels appartenant à une même classe et étant connexes forment des régions de l'image.
La méthode dite de Otsu (ou minimisation de la variante intra-classe) est une méthode classique pour trouver un seuil à partir d'une image à niveaux de gris. La méthode des K-moyennes permet de séparer en plusieurs classes d'intensités les pixels d'une image; elle est également utilisable sur les images couleur, et sur des ensembles de plus grandes dimensions.

## Segmentation par approche d'apprentissage automatique
L'apprentissage automatique est utilisé pour segmenter automatiquement différentes partie d'une image. Les architectures U-Net sont performantes pour résoudre les problèmes de segmentation.